# Division IIB du Championnat du monde féminin de hockey sur glace 2020
Navigation
Division IIB en 2019 Division IIB en 2021
Le tournoi de la Division IIB du Championnat du monde féminin de hockey sur glace 2020 se déroule à Akureyri en Islande du 23 au 29 février 2020.

## Format de la compétition
Le Championnat du monde féminin de hockey sur glace est un ensemble de plusieurs tournois regroupant les nations en fonction de leur niveau. Les meilleures équipes disputent le titre dans la Division Élite.
Les 10 équipes de la Division Élite sont réparties en deux groupes de 5 : les mieux classées dans le groupe A et les autres dans le groupe B. Chaque groupe est disputé sous la forme d'un championnat à matches simples. Les 5 équipes du groupe A sont qualifiés d'office pour les quarts de finale, de même que les 3 premiers du groupe B. Les 2 derniers du groupe B sont relégués en division inférieure lors de l'édition 2020.
Pour les autres divisions qui comptent 6 équipes, les équipes s’affrontent entre elles et, à l'issue de cette compétition, le premier est promu dans la division supérieure et le dernier est relégué dans la division inférieure, sauf dans la Division III où il n'y a pas de relégation.
Lors des phases de poule, les points sont attribués ainsi :
- 3 points pour une victoire dans le temps réglementaire ;
- 2 points pour une victoire en prolongation ou aux tirs de fusillade ;
- 1 point pour une défaite en prolongation ou aux tirs de fusillade ;
- 0 point pour une défaite dans le temps réglementaire.

## Officiels
La fédération internationale a désigné 12 officiels pour œuvrer lors de la compétition :
| Arbitres                                                                  | Juges de ligne                                                                   | Juges de ligne                                                      |
| ------------------------------------------------------------------------- | -------------------------------------------------------------------------------- | ------------------------------------------------------------------- |
| - Ulrike Winklmayr - Ilona Novotná - Michaela Matejová - Charlotte Hurley | - Faye Andrews - Ingibjörg Hjartardóttir - Guðlaug Þorsteinsdóttir - Baiba Dzene | - Klaudia Chrapek - Eva Mária Moleková - Anina Egli - Fatima Al-Ali |

## Matches
| 23 février | Ukraine | 2-3 (pr) (0-2, 1-0, 1-0, 0-1) | Turquie | Akureyri Ice Rink 20 spectateurs |

| Feuille de match | Feuille de match                                                | Feuille de match    | Feuille de match                                                                         | Feuille de match                                                          |
| ---------------- | --------------------------------------------------------------- | ------------------- | ---------------------------------------------------------------------------------------- | ------------------------------------------------------------------------- |
|                  | - Chyzhova — 21 min 3 s (IN) Dobrovolska — 36 min 19 s (2 SN) - | 0-1 0-2 1-2 2-2 2-3 | Taygar (Güven) — 3 min 50 s D. Lökbaş (Uygun) — 15 min 17 s - Oğuz (Uygun) — 62 min 33 s | Arbitrage : Ilona Novotná Juges de lignes : Fatima Al-Ali et Faye Andrews |
| Kozatchouk       | Gardiens                                                        | Doğramacı           |                                                                                          | Arbitrage : Ilona Novotná Juges de lignes : Fatima Al-Ali et Faye Andrews |
| 10 min           | Pénalités                                                       | 12 min              |                                                                                          | Arbitrage : Ilona Novotná Juges de lignes : Fatima Al-Ali et Faye Andrews |
| 32               | Tirs                                                            | 25                  |                                                                                          | Arbitrage : Ilona Novotná Juges de lignes : Fatima Al-Ali et Faye Andrews |

| 23 février | Nouvelle-Zélande | 11-1 (2-0, 5-0, 4-1) | Croatie | Akureyri Ice Rink 17 spectateurs |

| Feuille de match | Feuille de match | Feuille de match                                  | Feuille de match                    | Feuille de match                                                                           |
| ---------------- | --- | ------------------------------------------------- | ----------------------------------- | ------------------------------------------------------------------------------------------ |
|                  | Gregory (A. Hyde, Kivell) — 7 min 14 s Shields (C. Heale) — 9 min 57 s Horner-Pascoe (Shields) — 24 min 20 s Gregory (Kivell) — 25 min 14 s Horner-Pascoe (C. Heale) — 30 min 56 s C. Heale (Shields) — 34 min 18 s Lilly (Gregory) — 39 min 53 s Gregory (Shields) — 41 min 7 s Murray (A. Heale) — 42 min 17 s - Shields (C. Heale, Horner-Pascoe) — 45 min 52 s Murray (Kloss) — 48 min 29 s | 1-0 2-0 3-0 4-0 5-0 6-0 7-0 8-0 9-0 9-1 10-1 11-1 | - Kadijević (Čavka) — 42 min 36 s - | Arbitrage : Michaela Matejová Juges de lignes : Klaudia Chrapek et Ingibjörg Hjartardóttir |
| Strayer          | Gardiens | Mlinarević (42 min 17 s) Sertić (17 min 43 s)     |                                     | Arbitrage : Michaela Matejová Juges de lignes : Klaudia Chrapek et Ingibjörg Hjartardóttir |
| 8 min            | Pénalités | 14 min                                            |                                     | Arbitrage : Michaela Matejová Juges de lignes : Klaudia Chrapek et Ingibjörg Hjartardóttir |
| 41               | Tirs | 10                                                |                                     | Arbitrage : Michaela Matejová Juges de lignes : Klaudia Chrapek et Ingibjörg Hjartardóttir |

| 23 février | Islande | 1-6 (0-4, 1-2, 0-0) | Australie | Akureyri Ice Rink 317 spectateurs |

| Feuille de match                             | Feuille de match                                                   | Feuille de match            | Feuille de match | Feuille de match                                                                 |
| -------------------------------------------- | ------------------------------------------------------------------ | --------------------------- | --- | -------------------------------------------------------------------------------- |
|                                              | - Su. Björgvinsdóttir (Blöndal, Si. Björgvinsdóttir) — 38 min 37 s | 0-1 0-2 0-3 0-4 0-5 0-6 1-6 | Clark-Crumpton (Farrier, Ayris) — 3 min 45 s Green (Moore) — 12 min 24 s (SN) Reynolds (Keynon) — 14 min 13 s Clark-Crumpton (Farrier, Ayris) — 19 min 25 s Green (Aparicio) — 20 min 40 s Ayris — 22 min 13 s - | Arbitrage : Ulrike Winklmayr Juges de lignes : Baiba Dzene et Eva Mária Moleková |
| Halldorsdóttir (20 min) Helgudóttir (40 min) | Gardiens                                                           | Last                        | | Arbitrage : Ulrike Winklmayr Juges de lignes : Baiba Dzene et Eva Mária Moleková |
| 12 min                                       | Pénalités                                                          | 8 min                       | | Arbitrage : Ulrike Winklmayr Juges de lignes : Baiba Dzene et Eva Mária Moleková |
| 23                                           | Tirs                                                               | 31                          | | Arbitrage : Ulrike Winklmayr Juges de lignes : Baiba Dzene et Eva Mária Moleková |

| 24 février | Croatie | 2-1 (TB) (1-0, 0-1, 0-0, 0-0, 1-0) | Ukraine | Akureyri Ice Rink 15 spectateurs |

| Feuille de match | Feuille de match                                            | Feuille de match | Feuille de match         | Feuille de match                                                                          |
| ---------------- | ----------------------------------------------------------- | ---------------- | ------------------------ | ----------------------------------------------------------------------------------------- |
|                  | Čavka (Smolec) — 14 min 30 s (SN) - Kadijević — 65 min (TB) | 1-0 1-1 2-1      | - Kovtun — 24 min 11 s - | Arbitrage : Ilona Novotná Juges de lignes : Eva Mária Moleková et Guðlaug Þorsteinsdóttir |
| Mlinarević       | Gardiens                                                    | Kozatchouk       |                          | Arbitrage : Ilona Novotná Juges de lignes : Eva Mária Moleková et Guðlaug Þorsteinsdóttir |
| 8 min            | Pénalités                                                   | 10 min           |                          | Arbitrage : Ilona Novotná Juges de lignes : Eva Mária Moleková et Guðlaug Þorsteinsdóttir |
| 28               | Tirs                                                        | 43               |                          | Arbitrage : Ilona Novotná Juges de lignes : Eva Mária Moleková et Guðlaug Þorsteinsdóttir |

| 24 février | Australie | 2-1 (1-0, 1-1, 0-0) | Turquie | Akureyri Ice Rink 20 spectateurs |

| Feuille de match | Feuille de match                                                                                    | Feuille de match | Feuille de match                                       | Feuille de match                                                           |
| ---------------- | --------------------------------------------------------------------------------------------------- | ---------------- | ------------------------------------------------------ | -------------------------------------------------------------------------- |
|                  | Clark-Crumpton (Aparicio, Green) — 14 min 40 s (SN) - Clark-Crumpton (Farrier, Ayris) — 30 min 20 s | 1-0 1-1 2-1      | - Baktıroğlu (Figenli, D. Lökbaş) — 21 min 18 s (SN) - | Arbitrage : Ulrike Winklmayr Juges de lignes : Fatima Al-Ali et Anina Egli |
| Last             | Gardiens                                                                                            | Doğramacı        |                                                        | Arbitrage : Ulrike Winklmayr Juges de lignes : Fatima Al-Ali et Anina Egli |
| 16 min           | Pénalités                                                                                           | 4 min            |                                                        | Arbitrage : Ulrike Winklmayr Juges de lignes : Fatima Al-Ali et Anina Egli |
| 41               | Tirs                                                                                                | 20               |                                                        | Arbitrage : Ulrike Winklmayr Juges de lignes : Fatima Al-Ali et Anina Egli |

| 24 février | Nouvelle-Zélande | 1-4 (0-2, 0-1, 1-1) | Islande | Akureyri Ice Rink 333 spectateurs |

| Feuille de match | Feuille de match                    | Feuille de match    | Feuille de match | Feuille de match                                                               |
| ---------------- | ----------------------------------- | ------------------- | --- | ------------------------------------------------------------------------------ |
|                  | - C. Heale (Kivell) — 48 min 17 s - | 0-1 0-2 0-3 1-3 1-4 | Su. Björgvinsdóttir (Si. Björgvinsdóttir) — 14 min 31 s Si. Björgvinsdóttir (Garðarsdóttir) — 15 min 9 s Blöndal (Snorradóttir) — 27 min 18 s (SN) - Si. Björgvinsdóttir (Su. Björgvinsdóttir) — 48 min 54 s | Arbitrage : Charlotte Hurley Juges de lignes : Faye Andrews et Klaudia Chrapek |
| Strayer          | Gardiens                            | Helgudóttir         | | Arbitrage : Charlotte Hurley Juges de lignes : Faye Andrews et Klaudia Chrapek |
| 6 min            | Pénalités                           | 10 min              | | Arbitrage : Charlotte Hurley Juges de lignes : Faye Andrews et Klaudia Chrapek |
| 18               | Tirs                                | 45                  | | Arbitrage : Charlotte Hurley Juges de lignes : Faye Andrews et Klaudia Chrapek |

| 26 février | Australie | 15-0 (4-0, 5-0, 6-0) | Croatie | Akureyri Ice Rink 22 spectateurs |

| Feuille de match | Feuille de match | Feuille de match                                                  | Feuille de match | Feuille de match                                                                      |
| ---------------- | --- | ----------------------------------------------------------------- | ---------------- | ------------------------------------------------------------------------------------- |
|                  | Green (Aparicio) — 2 min 59 s Padjen (Roberts) — 5 min 3 s Badaoui (Roberts, Tihema) — 12 min 27 s Reynolds (Cochrane) — 14 min 55 s Reynolds (Cochrane) — 24 min 43 s Clark-Crumpton (Harvey) — 28 min 2 s Ayris (Clark-Crumpton) — 30 min 46 s Clark-Crumpton (Padjen) — 34 min 8 s Aparicio (Moore, Cochrane) — 39 min 8 s (SN) Godfrey (Moore) — 45 min 20 s (IN) Godfrey (Padjen, Harvey) — 45 min 32 s (IN) Ayris (Tihema, Padjen) — 47 min 24 s (SN) Clark-Crumpton (Green, Moore) — 50 min 19 s (SN) Aparicio (Green, Kenyon) — 54 min 40 s Moore (Badaoui) — 56 min 52 s (2 SN) | 1-0 2-0 3-0 4-0 5-0 6-0 7-0 8-0 9-0 10-0 11-0 12-0 13-0 14-0 15-0 |                  | Arbitrage : Charlotte Hurley Juges de lignes : Baiba Dzene et Guðlaug Þorsteinsdóttir |
| Girdler          | Gardiens | Mlinarević (47 min 2 s) Sertić (12 min 58 s)                      |                  | Arbitrage : Charlotte Hurley Juges de lignes : Baiba Dzene et Guðlaug Þorsteinsdóttir |
| 10 min           | Pénalités | 12 min                                                            |                  | Arbitrage : Charlotte Hurley Juges de lignes : Baiba Dzene et Guðlaug Þorsteinsdóttir |
| 90               | Tirs | 3                                                                 |                  | Arbitrage : Charlotte Hurley Juges de lignes : Baiba Dzene et Guðlaug Þorsteinsdóttir |

| 26 février | Nouvelle-Zélande | 5-3 (3-1, 1-1, 1-1) | Ukraine | Akureyri Ice Rink 20 spectateurs |

| Feuille de match | Feuille de match | Feuille de match                | Feuille de match                                                                                             | Feuille de match                                                                      |
| ---------------- | --- | ------------------------------- | --- | ------------------------------------------------------------------------------------- |
|                  | Kivell (Gregory) — 2 min 36 s (SN) Kivell (Woodyear-Smith, Neville-Lamb) — 6 min 22 s (SN) - Kivell — 18 min 42 s (2 SN) - Kivell (Gregory) — 35 min 25 s - Shields (Woodyear-Smith) — 47 min 32 s | 1-0 2-0 2-1 3-1 3-2 4-2 4-3 5-3 | - Chyzhova — 10 min 9 s (IN) - Kovtoune (Kozoub) — 21 min 49 s (SN) - Chyzhova (Dobrovolska) — 41 min 27 s - | Arbitrage : Michaela Matejová Juges de lignes : Anina Egli et Ingibjörg Hjartardóttir |
| Hyde             | Gardiens | Kozatchouk                      | | Arbitrage : Michaela Matejová Juges de lignes : Anina Egli et Ingibjörg Hjartardóttir |
| 10 min           | Pénalités | 20 min                          | | Arbitrage : Michaela Matejová Juges de lignes : Anina Egli et Ingibjörg Hjartardóttir |
| 44               | Tirs | 25                              | | Arbitrage : Michaela Matejová Juges de lignes : Anina Egli et Ingibjörg Hjartardóttir |

| 26 février | Islande | 6-0 (3-0, 0-0, 3-0) | Turquie | Akureyri Ice Rink 370 spectateurs |

| Feuille de match | Feuille de match | Feuille de match        | Feuille de match | Feuille de match                                                                  |
| ---------------- | --- | ----------------------- | ---------------- | --------------------------------------------------------------------------------- |
|                  | Si. Björgvinsdóttir (Blöndal) — 6 min 13 s Snorradóttir — 10 min 19 s Bergsdóttir (Hjaltested, Viðarsdóttir) — 19 min 47 s Si. Björgvinsdóttir — 46 min 57 s Si. Björgvinsdóttir (Su. Björgvinsdóttir) — 53 min 36 s Su. Björgvinsdóttir (Geirsdóttir) — 56 min 27 s | 1-0 2-0 3-0 4-0 5-0 6-0 |                  | Arbitrage : Ilona Novotná Juges de lignes : Klaudia Chrapek et Eva Mária Moleková |
| Helgudóttir      | Gardiens | Doğramacı               |                  | Arbitrage : Ilona Novotná Juges de lignes : Klaudia Chrapek et Eva Mária Moleková |
| 12 min           | Pénalités | 2 min                   |                  | Arbitrage : Ilona Novotná Juges de lignes : Klaudia Chrapek et Eva Mária Moleková |
| 45               | Tirs | 9                       |                  | Arbitrage : Ilona Novotná Juges de lignes : Klaudia Chrapek et Eva Mária Moleková |

| 27 février | Ukraine | 1-9 (0-2, 0-2, 0-5) | Australie | Akureyri Ice Rink 12 spectateurs |

| Feuille de match | Feuille de match                           | Feuille de match                        | Feuille de match | Feuille de match                                                                        |
| ---------------- | ------------------------------------------ | --------------------------------------- | --- | --------------------------------------------------------------------------------------- |
|                  | - Tsymyrenko (Skachtchouk) — 53 min 52 s - | 0-1 0-2 0-3 0-4 0-5 0-6 0-7 0-8 1-8 1-9 | Clark-Crumpton (Moore) — 7 min 8 s Moore (Green, Cochrane) — 19 min 19 s (SN) Farrier (Godfrey) — 37 min 13 s Cochrane (Godrey, Tihema) — 39 min 5 s Clark-Crumpton (Ayris, Farrier) — 40 min 38 s Farrier (Ayris) — 42 min 57 s Ayris (Farrier) — 49 min 29 s Farrier (Clark-Crumpton) — 53 min 18 s - Godfrey (Farrier, Ayris) — 55 min 27 s (SN) | Arbitrage : Michaela Matejová Juges de lignes : Faye Andrews et Ingibjörg Hjartardóttir |
| Tkatchenko       | Gardiens                                   | Girdler                                 | | Arbitrage : Michaela Matejová Juges de lignes : Faye Andrews et Ingibjörg Hjartardóttir |
| 10 min           | Pénalités                                  | 8 min                                   | | Arbitrage : Michaela Matejová Juges de lignes : Faye Andrews et Ingibjörg Hjartardóttir |
| 9                | Tirs                                       | 45                                      | | Arbitrage : Michaela Matejová Juges de lignes : Faye Andrews et Ingibjörg Hjartardóttir |

| 27 février | Turquie | 1-2 (0-0, 0-1, 1-1) | Nouvelle-Zélande | Akureyri Ice Rink 17 spectateurs |

| Feuille de match | Feuille de match                  | Feuille de match | Feuille de match                                                              | Feuille de match                                                                     |
| ---------------- | --------------------------------- | ---------------- | ----------------------------------------------------------------------------- | ------------------------------------------------------------------------------------ |
|                  | - Uygun (Figenli) — 44 min 24 s - | 0-1 1-1 1-2      | Kivll (Gregory) — 30 min 45 s - C. Heale (Horner-Pascoe, Smith) — 47 min 54 s | Arbitrage : Ulrike Winklmayr Juges de lignes : Anina Egli et Guðlaug Þorsteinsdóttir |
| Doğramacı        | Gardiens                          | Strayer          |                                                                               | Arbitrage : Ulrike Winklmayr Juges de lignes : Anina Egli et Guðlaug Þorsteinsdóttir |
| 4 min            | Pénalités                         | 8 min            |                                                                               | Arbitrage : Ulrike Winklmayr Juges de lignes : Anina Egli et Guðlaug Þorsteinsdóttir |
| 32               | Tirs                              | 30               |                                                                               | Arbitrage : Ulrike Winklmayr Juges de lignes : Anina Egli et Guðlaug Þorsteinsdóttir |

| 27 février | Croatie | 0-7 (0-1, 0-3, 0-3) | Islande | Akureyri Ice Rink 320 spectateurs |

| Feuille de match                             | Feuille de match | Feuille de match            | Feuille de match | Feuille de match                                                            |
| -------------------------------------------- | ---------------- | --------------------------- | --- | --------------------------------------------------------------------------- |
|                                              |                  | 0-1 0-2 0-3 0-4 0-5 0-6 0-7 | Garðarsdóttir (Leifsdóttir) — 16 min 33 s (SN) Su. Björgvinsdóttir (Si. Björgvinsdóttir) — 23 min 22 s Bergsdóttir (Hjaltested, Viðarsdóttir) — 25 min 6 s Si. Björgvinsdóttir — 37 min 4 s (SN) Shantz-Smiley (Johannesdóttir, Ágústsdóttir) — 41 min 41 s Ingadóttir (Garðarsdóttir, Johannesdóttir) — 51 min 5 s Arnadóttir (Alexdóttir) — 52 min 9 s | Arbitrage : Charlotte Hurley Juges de lignes : Fatima Al-Ali et Baiba Dzene |
| Mlinarević (57 min 40 s) Sertić (2 min 20 s) | Gardiens         | Halldorsdóttir              | | Arbitrage : Charlotte Hurley Juges de lignes : Fatima Al-Ali et Baiba Dzene |
| 12 min                                       | Pénalités        | 2 min                       | | Arbitrage : Charlotte Hurley Juges de lignes : Fatima Al-Ali et Baiba Dzene |
| 5                                            | Tirs             | 66                          | | Arbitrage : Charlotte Hurley Juges de lignes : Fatima Al-Ali et Baiba Dzene |

| 29 février | Turquie | 5-2 (1-1, 2-1, 2-0) | Croatie | Akureyri Ice Rink 12 spectateurs |

| Feuille de match        | Feuille de match | Feuille de match            | Feuille de match                                                             | Feuille de match                                                                           |
| ----------------------- | --- | --------------------------- | ---------------------------------------------------------------------------- | ------------------------------------------------------------------------------------------ |
|                         | Demirkol (Dursun) — 8 min 33 s - Demirkol (Taygar) — 36 min 52 s Baktıroğlu (D. Lökbaş) — 37 min 25 s Güven (Oğuz) — 52 min 29 s (IN) Taygar (A. Lökbaş) — 58 min 27 s (IN + CV) | 1-0 1-1 1-2 2-2 3-2 4-2 5-2 | - Kadijević (Čavka, Vrbančić) — 9 min 38 s Kadijević (Matak) — 27 min 52 s - | Arbitrage : Michaela Matejová Juges de lignes : Klaudia Chrapek et Ingibjörg Hjartardóttir |
| Doğramacı () Karataş () | Gardiens | Mlinarević                  |                                                                              | Arbitrage : Michaela Matejová Juges de lignes : Klaudia Chrapek et Ingibjörg Hjartardóttir |
| 8 min                   | Pénalités | 8 min                       |                                                                              | Arbitrage : Michaela Matejová Juges de lignes : Klaudia Chrapek et Ingibjörg Hjartardóttir |
| 43                      | Tirs | 33                          |                                                                              | Arbitrage : Michaela Matejová Juges de lignes : Klaudia Chrapek et Ingibjörg Hjartardóttir |

| 29 février | Australie | 7-1 (1-1, 2-0, 4-0) | Nouvelle-Zélande | Akureyri Ice Rink 42 spectateurs |

| Feuille de match | Feuille de match | Feuille de match                | Feuille de match                        | Feuille de match                                                                |
| ---------------- | --- | ------------------------------- | --------------------------------------- | ------------------------------------------------------------------------------- |
|                  | - Godfrey — 4 min 23 s (IN) Padjen — 22 min 9 s Aparicio (Farrier) — 27 min 15 s Godfrey (Tihema) — 41 min 12 s Tihema (Godfrey, Moore) — 45 min 4 s Farrier — 47 min 55 s Godfrey (Goonan) — 55 min 11 s | 0-1 1-1 2-1 3-1 4-1 5-1 6-1 7-1 | C. Heale (Horner-Pascoe) — 2 min 44 s - | Arbitrage : Charlotte Hurley Juges de lignes : Anina Egli et Eva Mária Moleková |
| Last             | Gardiens | Strayer                         |                                         | Arbitrage : Charlotte Hurley Juges de lignes : Anina Egli et Eva Mária Moleková |
| 16 min           | Pénalités | 12 min                          |                                         | Arbitrage : Charlotte Hurley Juges de lignes : Anina Egli et Eva Mária Moleková |
| 53               | Tirs | 24                              |                                         | Arbitrage : Charlotte Hurley Juges de lignes : Anina Egli et Eva Mária Moleková |

| 29 février | Islande | 7-0 (0-0, 5-0, 2-0) | Ukraine | Akureyri Ice Rink 420 spectateurs |

| Feuille de match                                       | Feuille de match | Feuille de match                                  | Feuille de match | Feuille de match                                                          |
| ------------------------------------------------------ | --- | ------------------------------------------------- | ---------------- | ------------------------------------------------------------------------- |
|                                                        | Gardarsdóttir (Hjaltested) — 21 min 18 s Su. Björgvinsdóttir (Si. Björgvinsdóttir, Kjartansdóttir) — 27 min 3 s Snorradóttir (Kjartansdóttir, Hafsteinsdóttir) — 32 min 54 s Bergsdottir (Karvelsdóttir) — 33 min 37 s Si. Björgvinsdóttir (Su. Björgvinsdóttir) — 34 min 59 s Johannesdóttir (Kjartansdóttir, Gardarsdóttir) — 41 min 27 s (SN) Si. Björgvinsdóttir (Su. Björgvinsdóttir) — 58 min 43 s | 1-0 2-0 3-0 4-0 5-0 6-0 7-0                       |                  | Arbitrage : Ilona Novotná Juges de lignes : Fatima Al-Ali et Faye Andrews |
| Halldorsdóttir (30 min 43 s) Helgudóttir (29 min 17 s) | Gardiens | Tkatchenko (33 min 37 s) Kozatchouk (26 min 23 s) |                  | Arbitrage : Ilona Novotná Juges de lignes : Fatima Al-Ali et Faye Andrews |
| 6 min                                                  | Pénalités | 10 min                                            |                  | Arbitrage : Ilona Novotná Juges de lignes : Fatima Al-Ali et Faye Andrews |
| 55                                                     | Tirs | 10                                                |                  | Arbitrage : Ilona Novotná Juges de lignes : Fatima Al-Ali et Faye Andrews |

## Classement
Pour les significations des abréviations, voir statistiques du hockey sur glace.
| Clt   | Équipe           | PJ | V | VP | D | DP | BP | BC | Diff | Pts |
| ----- | ---------------- | -- | - | -- | - | -- | -- | -- | ---- | --- |
| +001, | Australie (R)    | 5  | 5 | 0  | 0 | 0  | 39 | 4  | +35  | 15  |
| +002, | Islande          | 5  | 4 | 0  | 1 | 0  | 25 | 7  | +18  | 12  |
| +003, | Nouvelle-Zélande | 5  | 3 | 0  | 2 | 0  | 20 | 16 | +4   | 9   |
| +004, | Turquie          | 5  | 1 | 1  | 3 | 0  | 10 | 14 | -4   | 5   |
| +005, | Croatie          | 5  | 0 | 1  | 4 | 0  | 5  | 39 | -34  | 2   |
| +006, | Ukraine (P)      | 5  | 0 | 0  | 3 | 2  | 7  | 26 | -19  | 2   |

- Promu en Division IIA en 2021
- Relégué en Division III en 2021

Note : La Croatie est classée devant l'Ukraine car lors de leur confrontation directe c'est la Croatie qui a gagné.

## Récompenses individuelles
Équipe type IIHF :
- Meilleure gardienne : Olivia Last (Australie)
- Meilleure défenseure : Rylie Padjen (Australie)
- Meilleure attaquante : Silvía Björgvinsdóttir (Islande)

## Statistiques individuelles
Pour les significations des abréviations, voir statistiques du hockey sur glace.
| Clt | Joueuse                 | Équipe           | PJ | B | A | Pts | Pun | +/- |
| --- | ----------------------- | ---------------- | -- | - | - | --- | --- | --- |
| 1   | Silvía Björgvinsdóttir  | Islande          | 5  | 8 | 5 | 13  | 2   | +11 |
| 2   | Michelle Clark-Crumpton | Australie        | 5  | 9 | 2 | 11  | 4   | +10 |
| 3   | Natasha Farrier         | Australie        | 5  | 4 | 7 | 11  | 4   | +12 |
| 4   | Natalie Ayris           | Australie        | 5  | 4 | 6 | 10  | 4   | +13 |
| 5   | Sharna Godfrey          | Australie        | 5  | 6 | 3 | 9   | 0   | +13 |
| 6   | Sunna Björgvinsdóttir   | Islande          | 5  | 5 | 4 | 9   | 6   | +11 |
| 7   | Jana Kivell             | Nouvelle-Zélande | 5  | 5 | 3 | 8   | 0   | 0   |
| 8   | Georgia Moore           | Australie        | 5  | 2 | 6 | 8   | 0   | +11 |
| 9   | Caitlin Heale           | Nouvelle-Zélande | 5  | 4 | 3 | 7   | 6   | +3  |
| 10  | Shona Green             | Australie        | 5  | 3 | 4 | 7   | 12  | +3  |
| 10  | Hope Gregory            | Nouvelle-Zélande | 5  | 3 | 4 | 7   | 0   | 0   |

| Clt | Joueuse              | Équipe           | PJ | Min          | BC | Moy  | %Arr  | Bl |
| --- | -------------------- | ---------------- | -- | ------------ | -- | ---- | ----- | -- |
| 1   | Olivia Last          | Australie        | 3  | 180 min      | 3  | 1,00 | 95,52 | 0  |
| 2   | Birta Helgudóttir    | Islande          | 4  | 189 min 17 s | 3  | 0,95 | 93,88 | 1  |
| 3   | Sera Doğramacı       | Turquie          | 5  | 299 min 50 s | 14 | 2,80 | 92,27 | 0  |
| 4   | Tina Girdler         | Australie        | 2  | 120 min      | 1  | 0,50 | 91,67 | 1  |
| 5   | Danielle Strayer     | Nouvelle-Zélande | 3  | 167 min 55 s | 11 | 3,93 | 91,06 | 0  |
| 6   | Nataliya Kozatchouk  | Ukraine          | 4  | 173 min 56 s | 10 | 3,45 | 90,48 | 0  |
| 7   | Lochlyn Marie Hyde   | Nouvelle-Zélande | 3  | 132 min 5 s  | 5  | 2,27 | 88,10 | 0  |
| 8   | Petra Mlinarević     | Croatie          | 5  | 271 min 38 s | 32 | 7,07 | 87,25 | 0  |
| 9   | Viktoriia Tkatchenko | Ukraine          | 3  | 133 min 37 s | 15 | 6,74 | 83,52 | 0  |

Nota : seuls sont classés les gardiennes ayant joué au minimum 40 % du temps de jeu de leur équipe.